# 诺曼征服英格兰

主要戰役位置

诺曼征服英格兰（法語：Conquête normande de l'Angleterre）或簡稱诺曼征服（英語：Norman conquest），是指1066年法国的诺曼底公爵威廉一世入侵及征服英格兰的历史事件以及其給英格蘭歷史帶來的諸多後續影響。
威廉对英国王位继承的索求源自其家族关系：他是威塞克斯王朝最后一任直系君王忏悔者爱德华的表侄，祖父理查二世是爱德华母亲爱玛王后的亲哥哥，而爱德华死后无子才被外戚（妻舅）哈罗德·戈德温森继承王位。当挪威国王哈拉尔三世在1066年9月入侵英格兰北部后，哈罗德率军北上并在9月25日的斯坦福桥战役歼灭哈拉尔军，但仅三天后威廉便在佩文西登陆，尚未休整的哈罗德不得不仓促南下迎战，结果在两周后被威廉在黑斯廷斯之战击败毙命。威廉在登陆三个月后的圣诞节在伦敦西敏寺加冕成为英格兰国王，并在1075年底清除了所有反抗。
这次征服徹底改变了英格兰的政治、社会和文化走向，从此英格兰受到法國的语言、文學、禮儀和美食的等方面的深遠影響，讓英国王室至今也殘留著大量的當時習俗；在諾曼征服之後，英格蘭受维京时期进入的北歐斯堪的纳维亚文化的影响就迅速衰減，開始直接從西歐中輸入當時欧洲大陆的先進文化，英國与法国在百年战争结束之前也因为诺曼征服所造成的法理问题卷入了一系列王位继承战争中。

## 起因
1066年，英格兰國王宣信者愛德華駕崩，由於膝下無子，引發王位繼承問題。諾曼第公爵威廉與哈罗德皆聲稱有王位繼承權。
威廉的繼承權來自於兩件事：
1. 威廉聲稱在他訪問英國時英王宣信者愛德華，曾親口答應他為未來王位繼承人。
2. 1064年哈羅德二世因船觸暗礁被困在諾曼第公國時，约定將英格蘭王位的繼承權讓給威廉。

1066年，宣信者愛德華病重駕崩前舉薦了榻前的哈羅德為國王，當時有約克城兩位大主教見證哈羅德繼位的宣示。哈羅德二世即位的消息傳到諾曼第時，威廉接到消息大怒，立即召集大臣宣佈出兵英國。

## 入侵英格兰
1066年9月28日，威廉傳檄全法蘭克各封建諸侯招募遠征軍；另一方面，上書羅馬教宗亞歷山大二世控告哈羅德違背白骨誓約，教宗亞歷山大二世隨後裁定威廉勝訴宣布英王哈羅德二世為教敵。威廉在軍事、外交佈局完成後，率領12,000大軍乘坐近700艘船隻横渡英吉利海峡，于9月28日在佩文西登陆。才剛率領英軍於斯坦福橋戰役中擊敗挪威國王哈拉爾三世的哈羅德二世，一接到威廉在英格蘭海岸登陸的消息，立刻急行軍南下防禦諾曼第大軍。10月14日雙方交戰於黑斯廷斯西北方6.1英里的森勒克山丘 (Senlac Hill)。但連日交戰行軍而疲憊不堪的8,000英軍不敵諾曼第的12,000大軍，多位將領戰死；盎格魯-撒克遜王室末代国王哈罗德二世及其兩位弟弟也戰死沙場，史稱黑斯廷斯戰役。威廉稍事整頓之後，帶領大軍北上進入倫敦城，在1066年的聖誕節於西敏寺加冕為王而為「征服者威廉一世」。

## 建立統治

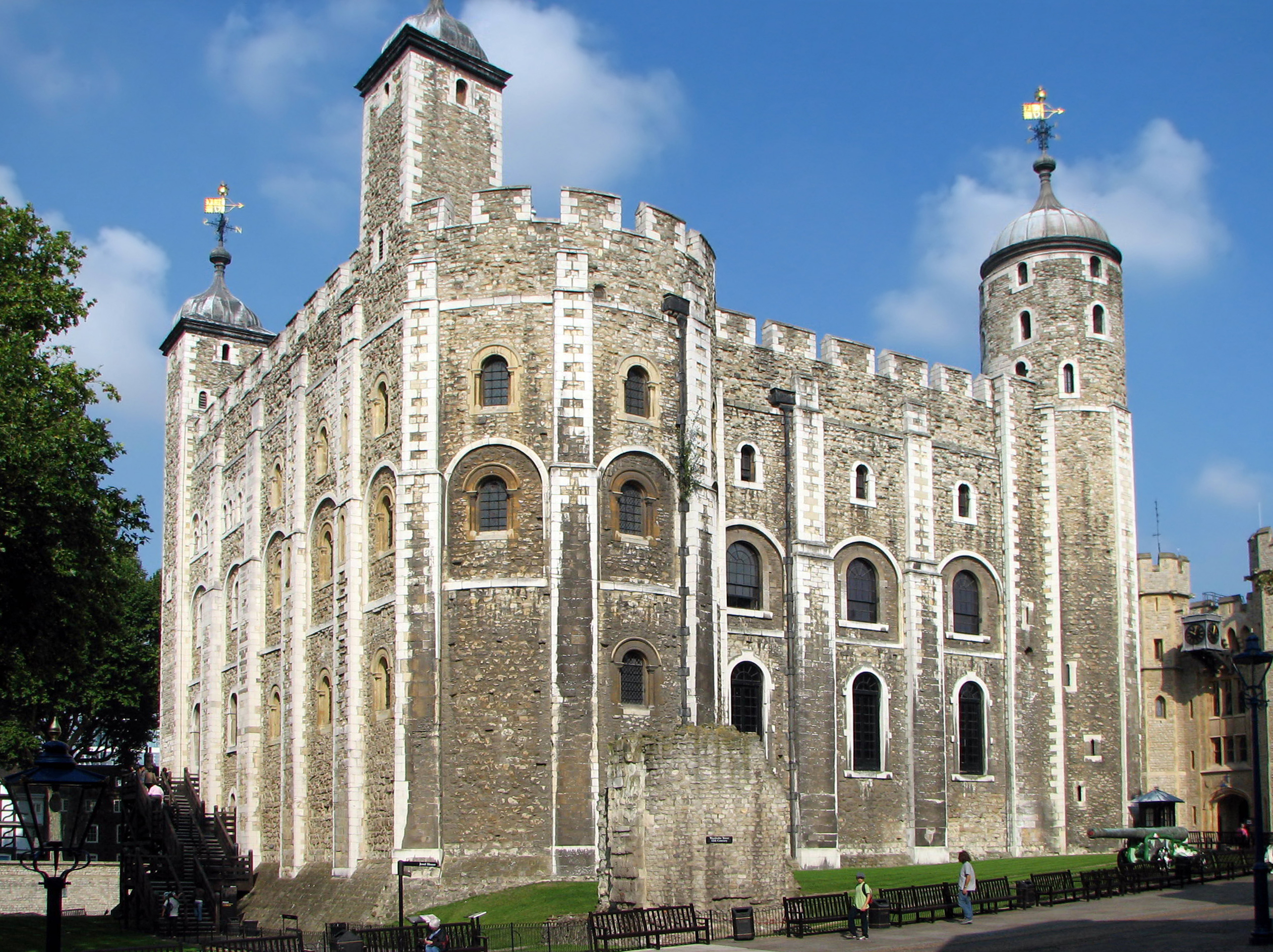
倫敦的白塔最初就是征服者威廉為控制當地盎格魯-撒克遜人所建造的

英格蘭被征服後，諾曼人面臨著許多挑戰，以確保他們的統治。 講盎格魯諾曼的新上層階級在數量上遠遠低於英國人口，據羅斯（Alfred Leslie Rowse）估計，他們的人數僅約為5000人。盎格魯-撒克遜領主習慣於完全獨立於中央政府，而諾曼人採取中央集權制度。
在哈罗德二世的親戚或失望的盎格魯-撒克遜貴族的指揮下爆發了叛亂，威廉以不同的方式反擊了叛亂。 諾曼領主建造了各種堡壘和城堡，以防止民眾起義或維京人襲擊，並統治附近的城市或周邊地區。 任何懷疑威廉登基的合法性或參與了一次叛亂的盎格魯-撒克遜貴族，土地和頭銜都被剝奪並傳給了諾曼人。如果一位盎格魯-撒克遜貴族去世時沒有後代，那麼就會指定一個諾曼人成為他的繼承人。讓諾曼貴族團結在一起更加重要，因為每一次騷亂都可能讓講盎格魯-撒克遜語的人口有機會分裂講諾曼語的統治少數群體。威廉透過只放棄一小塊土地來應對這種危險，因此每個諾曼貴族通常擁有分散在英格蘭和諾曼底的財產，因此如果貴族試圖從國王手中掙脫出來，他只能保衛他的一小部分財產——因而反叛的誘惑大大減少，對國王的忠誠度要高得多。
另一方面，這一政策促進了整個王國貴族內部的聯絡，與其他封建國家不同，區域基礎更具決定性地位，組織和行動像社會階級一樣。此外，強大的中央集權君主制的存在鼓勵貴族與城市資產階級建立聯絡，這影響了英國議會的發展，從而影響了英國議會的崛起。

## 意义
英国盎格魯-撒克遜时代结束，诺曼底王朝建立。古英语的发展进入低谷，古法語的北部方言取而代之，成為統治階層的通用語，形成了流行于上層的盎格魯-諾曼語。 诺曼征服前，英国社会的政治制度是贵族民主制，国王和贤人会议共同实行统治。诺曼征服后，国王成为全国土地的最高所有者，他通过土地分封，建立了完备的封建君臣制度，加速了英国的封建化过程。

### 政治制度

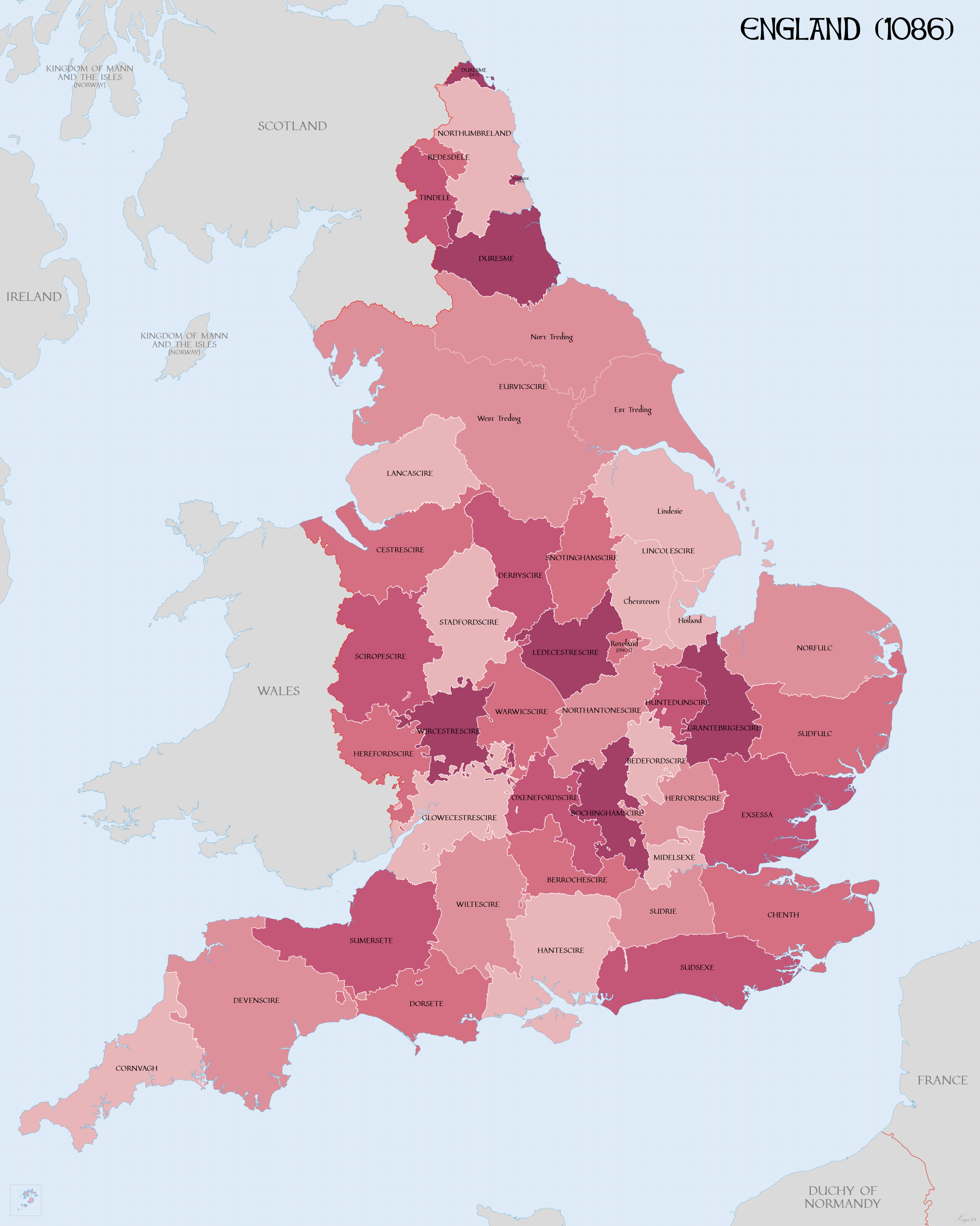
1086年的英格蘭36郡，許多郡的區劃和名稱已與今無異

威廉一世在征服的基礎上，建立起強大的王權統治。他沒收反抗的盎格魯薩克遜貴族土地，分封給隨他而來的法國封建主。受封者要按照土地面積的大小，提供一定數目的騎兵，並親自率領他們為國王作戰。大封建主又把自己土地的一部分再分封下級，由此建立起封建土地的等級所有制。
同时威廉一世保留盎格魯－撒克遜人的習慣法，將原有的地方行政區劃分為36個郡（shires）。以諾曼人的政治機構王廷（curia regis），取代盎格魯－撒克遜人原有的賢人會（witenagemot，或称witena gemot）。王廷由主教、修道院院長、大地主組成，每年召開三次會議，但國王能隨時召開。除此之外，國王另有由親信組成的內圈組織，稱為小會議（small council）。王廷則擴大成為後來的國會，小會議演變為政府。

### 英法关系

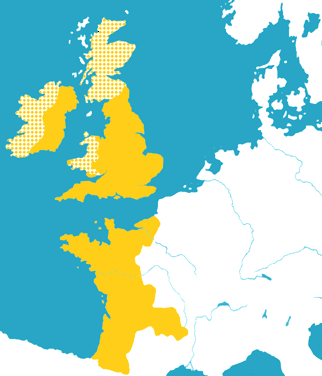
亨利二世時期的英國疆域

英国再次融入欧洲大陆，在政治上依附法国，经济上虽然独立，但与低地国家（今荷兰、比利时）的贸易量逐年递增——这是后来英国复兴、觊觎法国领土，并引发百年战争的主要因素。名義上諾曼底公爵是法蘭克人國王的封臣，由於身兼英格蘭國王，使得諾曼國王的實力大過法蘭克人的國王。而且英格蘭既非法蘭克人國王的省，也不是諾曼底的省份。正因为政治上依附法国，英国才与法国一起参与了十字军东征。
在1150年代，安茹帝國建立後，他們控制了法國的一半和整個英格蘭，但在法律上還是法國的附庸。危機發生在1204年，當時法國國王腓力二世吞并了除加斯科尼以外的所有英國在大陆的財產。這後來導致了百年戰爭，在這場戰爭中英王對法國國王之位進行宣稱，並要求收復原本的封地。

### 英格兰文化的发展
一些歷史學家認為，入侵使英國在文化和經濟上被排斥了近150年。因為諾曼人仍然受法蘭克文化影響，實際上只有少數國王在英格蘭居住了很長時間，他們更喜歡留在諾曼底的城市，例如魯昂，並專注於經濟上更重要的法國領地。 事實上威廉在黑斯廷斯離開這個國家不到四個月後，將政府交給了他的姐夫，並回到了諾曼底。英國王室認為這個國家仍然是諾曼底公國，以及後來安茹帝國的附屬品。
與此同時，英语受到了法語的大量衝擊，其中开始夹杂大量法语词汇，多为政治、法律、宗教、食品方面的词语。以下是一些例子：
| 古法語借詞 | 現代英語詞 | 意義 |
| ---------- | ---------- | ---- |
| cité       | city       | 城市 |
| duc        | duke       | 大公 |
| baron      | baron      | 男爵 |
| juge       | judge      | 法官 |
| armée      | army       | 军队 |
| ennemi     | enemy      | 敌人 |
| garde      | guard      | 门卫 |
| prison     | prison     | 监狱 |
| libertée   | liberty    | 自由 |
| beuf       | beef       | 牛肉 |
| saumon     | salmon     | 鮭魚 |
| herbe      | herb       | 草药 |